# Tovagliolo

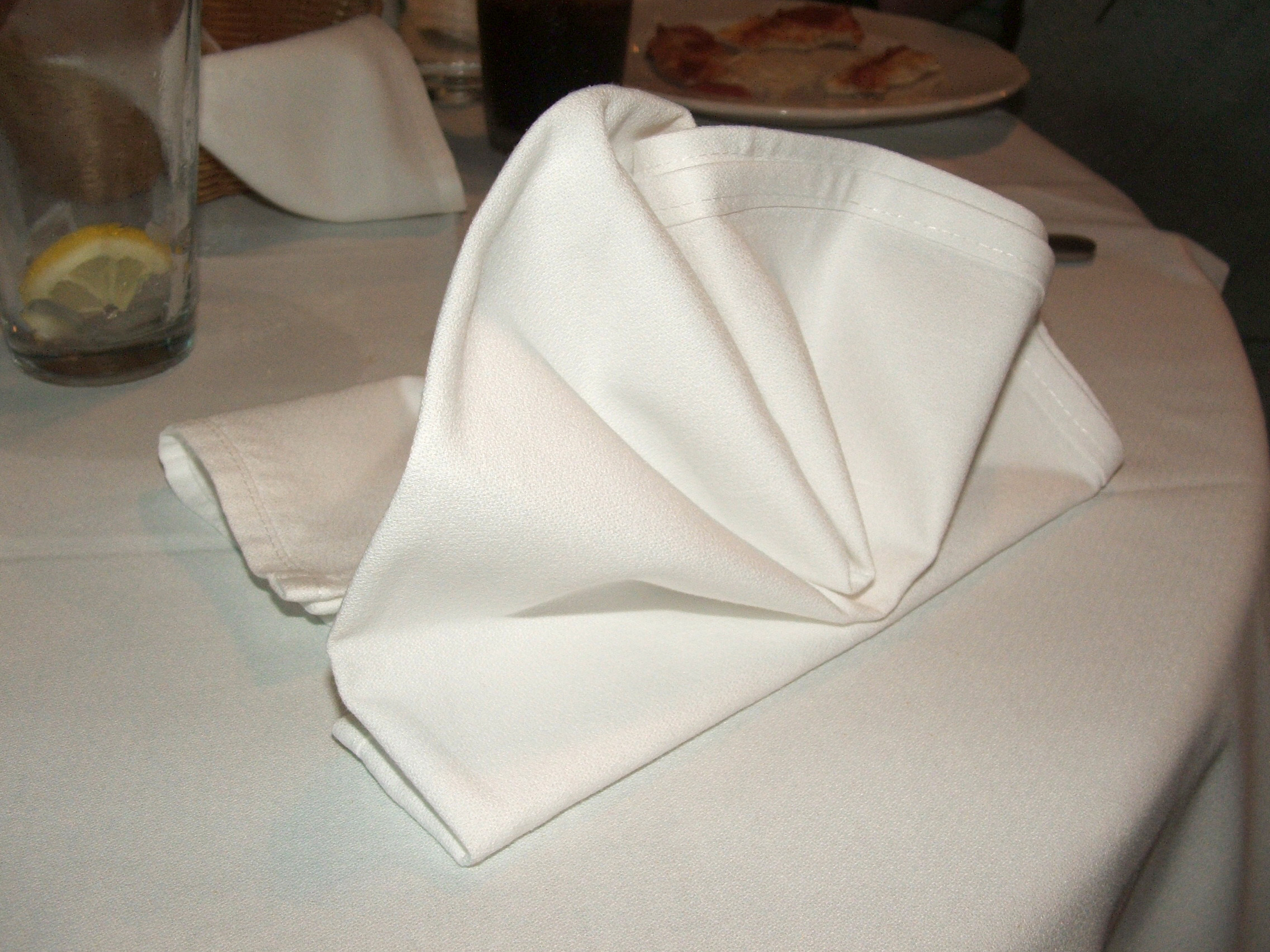
Tovagliolo in tessuto

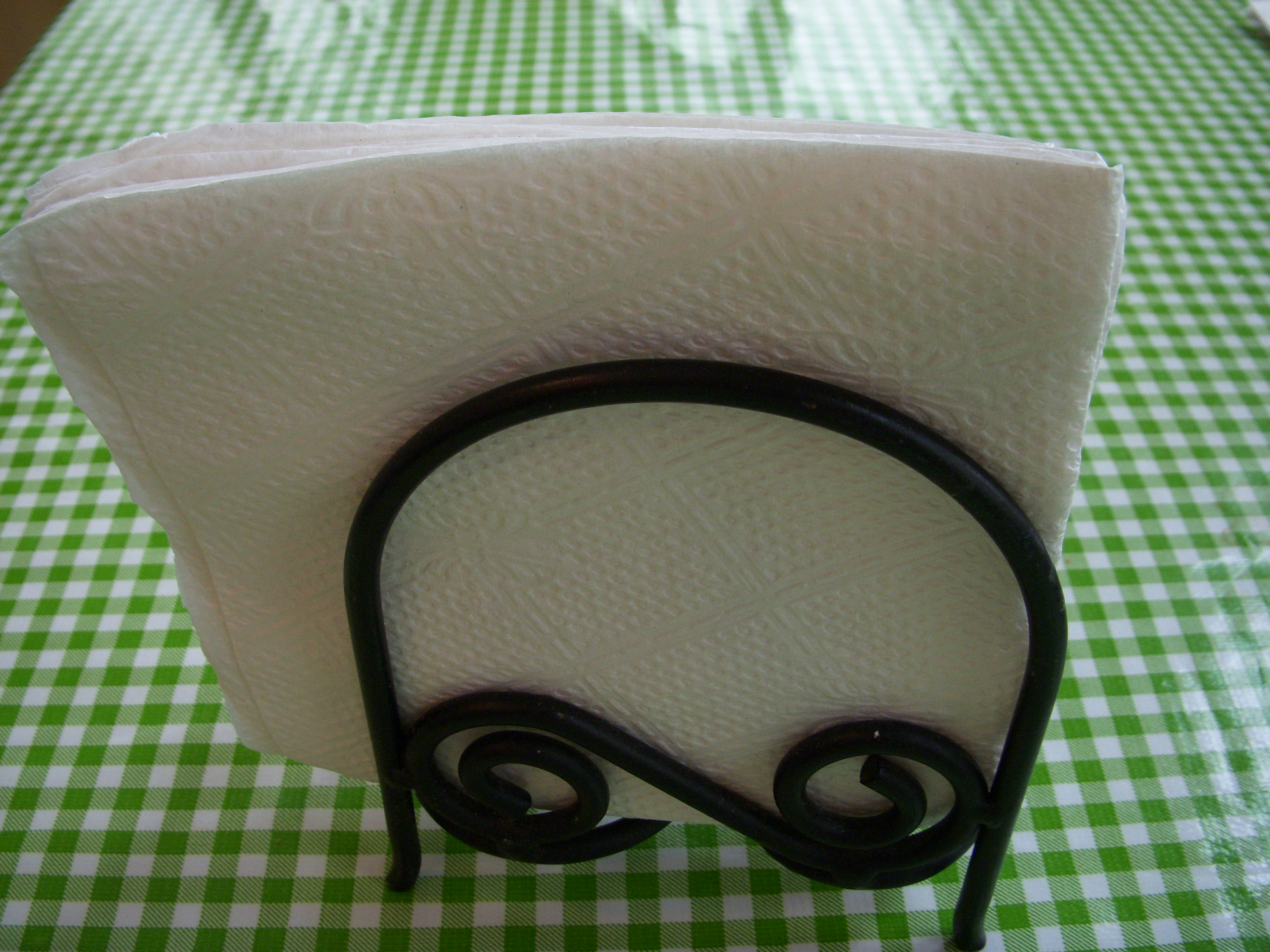
Tovaglioli di carta

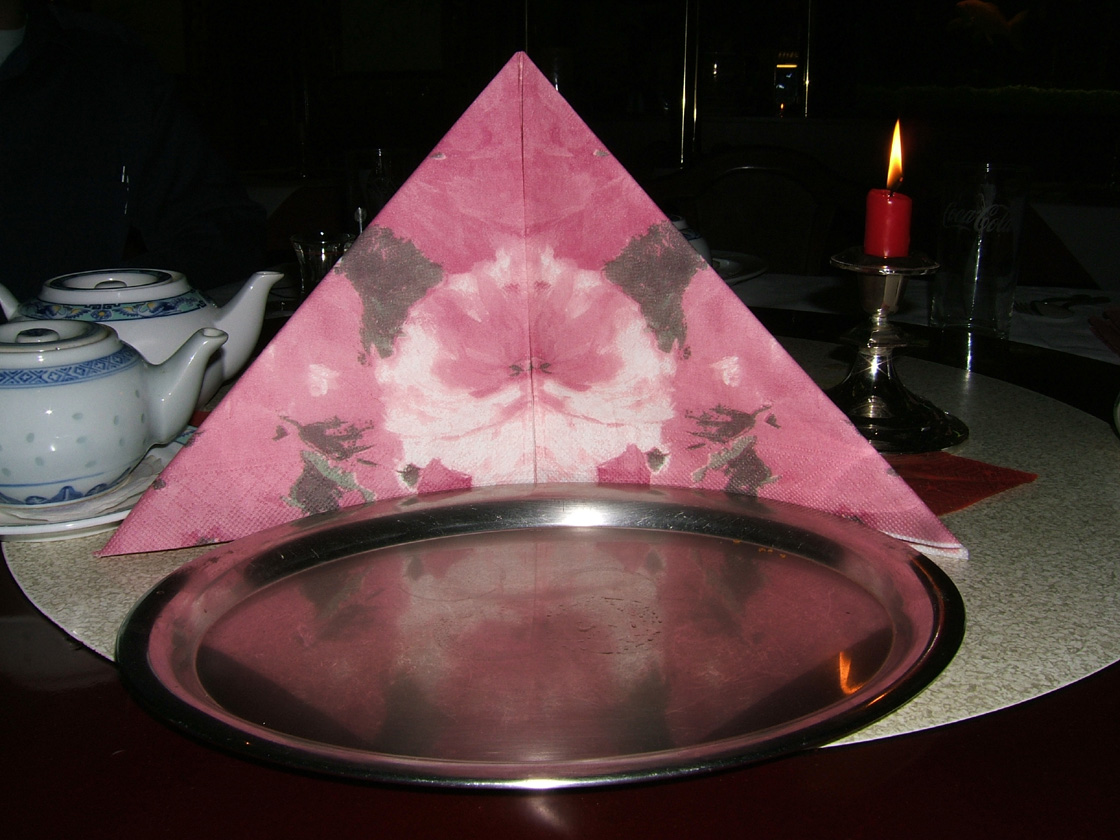
Tovaglioli in tessuto non tessuto

Il tovagliolo è un pezzo di stoffa orlata usato per pulire la bocca o le mani durante i pasti, di forma quadrata si trova, nel coperto, piegato vicino al piatto a destra o artisticamente ripiegato sul piatto. Serve anche a proteggere gli abiti dagli schizzi se infilato nel colletto o appoggiato sulle ginocchia. La dimensione media è di 45×45 cm, maggiore se i tovaglioli appartengono a vecchi servizi, minori se servono per party o buffet (20×20). Tradizionalmente bianco è fatto con lo stesso tessuto della tovaglia, ve ne sono un numero proporzionato alla quantità dei posti. Se la tovaglia è colorata riporta il medesimo colore, disegno o ricamo, può variare il colore ma resta sempre abbinato al resto del coperto.

## Tovaglioli di carta
L'uso dei tovaglioli di carta risale all'antica Cina, dove la carta fu inventata nel II secolo a.C.. I tovaglioli di carta erano conosciuti come chih pha, piegati in quadrati e usati per servire il tè. Prove testuali di tovaglioli di carta compaiono in una descrizione dei possedimenti della famiglia Yu, della città di Hangzhou.
I tovaglioli di carta furono importati per la prima volta negli Stati Uniti alla fine del 1800, ma non ottennero un'ampia accettazione fino al 1948, quando Emily Post affermò: "È molto meglio usare tovaglioli di carta rispetto a quelli di lino usati a colazione". Col passare degli anni e con l'aumento del numero di pasti consumati fuori dalle mura domestiche si è prediletto quindi l'uso di tovaglioli usa e getta in carta o tessuto non tessuto, molto più pratici e maggiormente igienici, posti in portatovaglioli, dispenser o singolarmente imbustati con posate in plastica. Molte persone li hanno poi "adottati" anche per i pasti consumati a domicilio come pratica alternativa ai tovaglioli in tessuto. Gli usi sono pressoché gli stessi ma grazie alla loro maggiore assorbenza sono molto utili se si rovesciano accidentalmente dei liquidi in tavola, oppure durante la preparazione dei cibi o anche come bavaglio per i bambini e ragazzi in età infantile e non.